# Ladislav Vízek
Ladislav Vízek   (Chlumec nad Cidlinou, 22 de gener de 1955) és un exfutbolista txec de la dècada de 1980.
Fou 55 cops internacional amb la selecció txecoslovaca amb la qual participà en la Copa del Món de Futbol de 1982 i als Jocs Olímpics d'Estiu de 1980, on guanyà la medalla d'or.
Pel que fa a clubs, defensà els colors de FC Dukla Praga i Le Havre AC.